# Парк-Сіті (Канзас)
Парк-Сіті (англ. Park City) — місто (англ. city) в США, в окрузі Седжвік штату Канзас. Населення — 8333 особи (2020).

## Географія
Парк-Сіті розташований за координатами 37°48′25″ пн. ш. 97°19′32″ зх. д. / 37.80694° пн. ш. 97.32556° зх. д. (37.806889, -97.325439).  За даними Бюро перепису населення США в 2010 році місто мало площу 24,62 км², з яких 24,57 км² — суходіл та 0,05 км² — водойми.

## Демографія
Згідно з переписом 2010 року, у місті мешкало 7297 осіб у 2659 домогосподарствах у складі 2039 родин. Густота населення становила 296 осіб/км².  Було 2875 помешкань (117/км²).
Расовий склад населення:
| - 86,1 % — білих - 4,3 % — чорних або афроамериканців - 1,6 % — азіатів - 1,4 % — корінних американців - 2,9 % — осіб інших рас |

До двох чи більше рас належало 3,8 %. Частка іспаномовних становила 8,8 % від усіх жителів.
За віковим діапазоном населення розподілялося таким чином: 29,2 % — особи молодші 18 років, 62,7 % — особи у віці 18—64 років, 8,1 % — особи у віці 65 років та старші. Медіана віку мешканця становила 31,7 року. На 100 осіб жіночої статі у місті припадало 99,4 чоловіків;  на 100 жінок у віці від 18 років та старших — 95,2 чоловіків також старших 18 років.
Середній дохід на одне домашнє господарство  становив 66 304 долари США (медіана — 58 719), а середній дохід на одну сім'ю — 73 957 доларів (медіана — 63 766). За межею бідності перебувало 11,4 % осіб, у тому числі 14,7 % дітей у віці до 18 років та 5,3 % осіб у віці 65 років та старших.
Цивільне працевлаштоване населення становило 3619 осіб. Основні галузі зайнятості: освіта, охорона здоров'я та соціальна допомога — 26,3 %, виробництво — 22,9 %, науковці, спеціалісти, менеджери — 9,9 %, мистецтво, розваги та відпочинок — 9,4 %.